# ハッシュパピー (菓子)

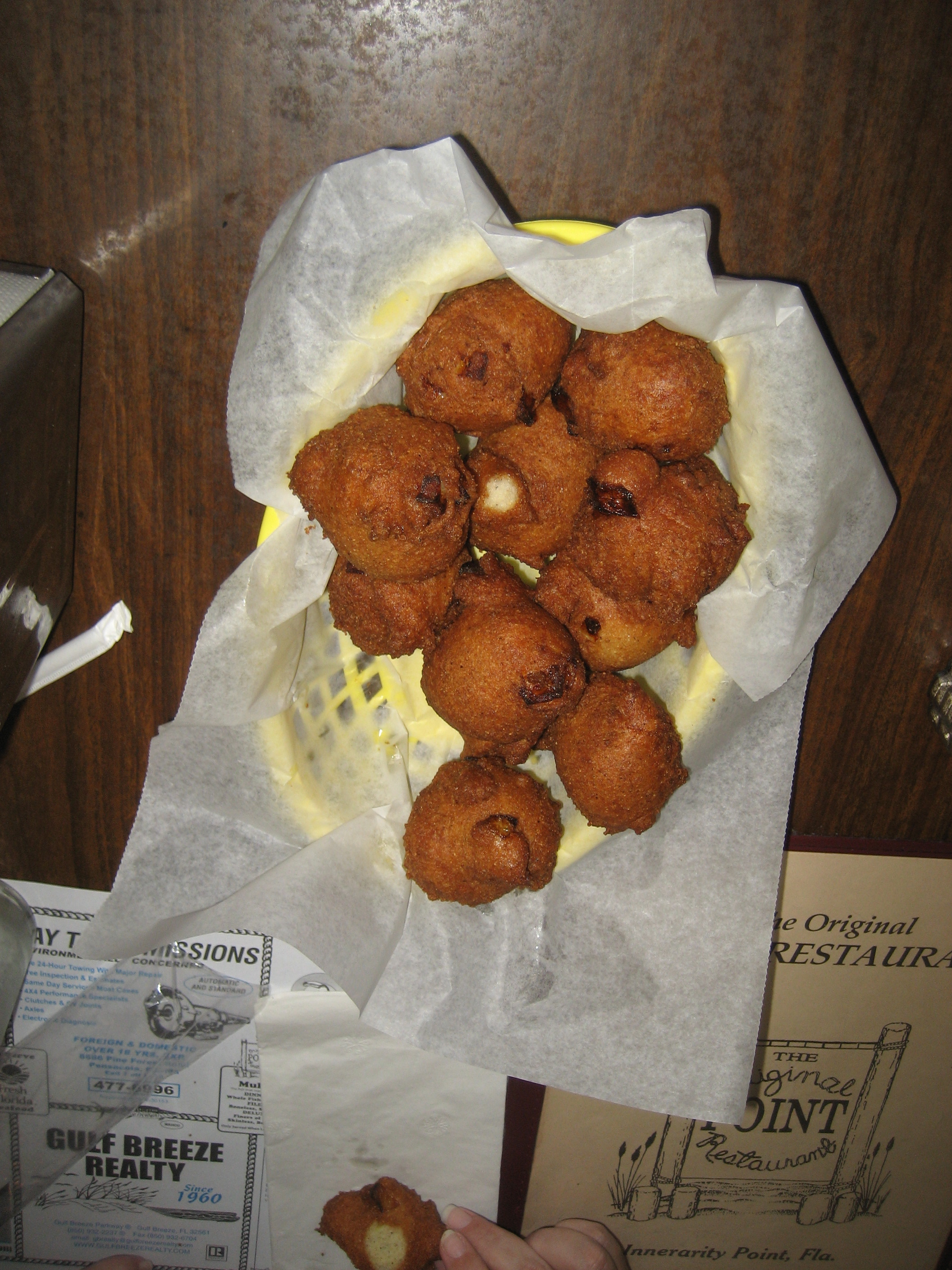
レストランにて、バスケットに入ったハッシュパピー

ハッシュパピー（英語: Hushpuppy）は、コーンミールがベースになった生地を小さく丸めて、油で揚げた香ばしい料理である。しばしば魚介料理や他の揚げ物料理の付け合せとして提供される。別名はコーンブレッドボール（英語: Cornbread Ball）。 

## 歴史
トウモロコシの粉を料理に用いることはネイティブ・アメリカンによって始められた。トウモロコシを最初に栽培したのもネイティブ・アメリカンであった。チェロキー族、チカソー族、クリーク族、セミノール族の料理から南部料理に導入されたトウモロコシの調理法は2つあり、1つは挽いてコーンミールにする方法、もう1つはアルカリ塩に石灰を加えたものにつけてホミニーと呼ばれるものに加工する方法であった。後者は「ニシュタマリゼーション」として知られる、穀物をアルカリ水で処理するネイティブ・アメリカン独特の技術の1つである。
コーンブレッドはとても安価なうえ様々な大きさや形で作ることができたため、南北戦争の時期に人気があった。コーンブレッドは大きく膨らんだ柔らかい塊にすることも、簡単な軽食向きの揚げ物にすることもできた。
今日南東部のネイティブ・アメリカンの人々が食べている最も重要な料理のうち、誰もが思うよりもずっと多くの料理が、南部地方の黒人と白人に食べられている「ソウル・フード」になっている。……（中略）……ネイティブ・アメリカンのボイルドコーンブレッドは現在南部料理で「コーンミールダンプリング」や「ハッシュパピー」とされる。
ハッシュパピーはアメリカ合衆国南部で広く親しまれており、魚介の揚げ物を提供するレストランであればアメリカのどこでも入手できる。

## 名前
最初に「ハッシュパピー」という単語が使われた記録は1899年まで遡る。その名前は狩人、釣り人などが野外調理やフィッシュフライをする間、簡単なコーンミールの生地（おそらく粉か液体の生地に食べ物を浸したもの）を揚げて、"hush the puppies"(ハッシュ・ザ・パピーズ)、つまり「子犬を静かにさせる」ために犬に与えて食べさせたことが由来であるという。
他の伝承では南北戦争に遡り、南部連合支持者の兵士たちが彼らの犬が吠えるのを止めさせるために揚げたコーンボールを放っていたという。

## 特徴と調理
典型的なハッシュパピーの材料はコーンミール、小麦粉、卵、塩、重曹、牛乳またはバターミルク、そして水である。タマネギや分葱、ニンニク、カーネルコーン、トウガラシを加えてもよい。パンケーキ生地が使われることも使われる。生地をよく混ぜ、どろっとするまで調節し、スプーン1杯分を油に落とす。小さいかたまりがカリッときつね色になるまで揚げ、冷やす。ハッシュパピーは海鮮料理やバーベキュー料理と一緒に提供され、一般的には家庭で作られるか家庭料理を味わえるレストランで提供されている。

## カリブの類似料理

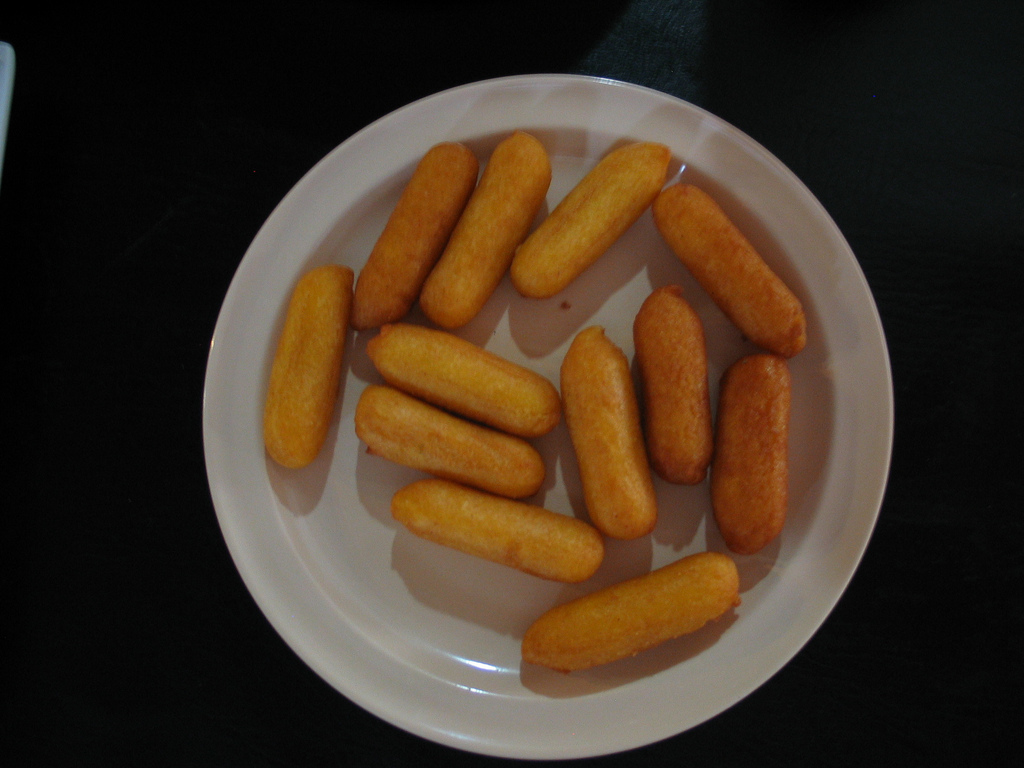
プエルトリコのポンセにて、皿に乗った12本のプエルトリコのハッシュパピー「ソルリトス」の前菜

ジャマイカではこのようなパンが「フェスティバル」として知られる。それはコーンミール、塩、砂糖でできており、コッペパンの形で揚げられる。これは砂糖を使っている分、ハッシュパピーよりも甘い。ジャークスパイスにつけた鶏肉や豚肉と共に提供される他、大抵は魚のフライや唐辛子とタマネギの酢漬けで作ったソースをかけた魚のエスコビッチ（エスカベシュやセビチェともいう）と共に出される。
プエルトリコでは短いソーセージの形をしたハッシュパピーがあり、「ソルロス」や「ソルリトス」と呼ばれる。